# Carsten Knop
Carsten Knop (* 10. Februar 1969 in Dortmund) ist ein deutscher Journalist und einer der Herausgeber der Frankfurter Allgemeinen Zeitung.

## Leben
Schon vor dem Abitur am Humboldt-Gymnasium in Dortmund führte Knop ein Praktikum bei der Westfälischen Rundschau zur freien Mitarbeit in Lokalredaktionen dieser Zeitung. Während des Studiums der Betriebswirtschaftslehre an der Universität Münster mit dem Schwerpunkt Organisation und Personalwirtschaftslehre verbrachte Knop die meisten Semesterferien mit Vertretungen für Redakteure. Dem Studium folgte 1993 das Volontariat im Hause der Frankfurter Allgemeinen Zeitung.
An die journalistische Ausbildung schloss sich 1995 die erste Redakteursstelle an: Für die Börsen-Zeitung stand schnell die Versetzung als Korrespondent nach Düsseldorf fest. Der Ortswechsel machte 1996 die Rückkehr in das Düsseldorfer Büro der FAZ möglich, das schon die Außenstation des Volontariats gewesen war. Nach drei Jahren Berichterstattung über die Unternehmen an Rhein und Ruhr zog er im Mai 1999 als Wirtschaftskorrespondent nach New York. Um das Geschehen im Silicon Valley zu beobachten, zog Knop im April 2001 nach San Francisco um. Nach seiner Rückkehr in die Frankfurter Zentrale war er ab Frühjahr 2003 bis Ende 2006 zuständig für die Branchen Pharma/Biotechnologie, die Informationstechnologie und die Seite „Menschen und Wirtschaft“ sowie bis Ende 2014 außerdem für die Seite „Die Lounge“.
Ab Anfang 2007 war er der verantwortliche Redakteur für die Unternehmensberichterstattung, von 2014 bis Ende 2017 zudem für die Wirtschaftsberichterstattung.
Von 2018 bis April 2020 war Knop Nachfolger von Mathias Müller von Blumencron als Chefredakteur für die digitalen Produkte der F.A.Z. Zum 1. April 2020 wurde Knop als Nachfolger von Werner D’Inka als Herausgeber der Frankfurter Allgemeinen Zeitung berufen.
Er ist außerdem Co-Host des F.A.Z. Digitec Podcasts.

## Veröffentlichungen (Auswahl)
- 2011: Big Apple – Das Vermächtnis des Steve Jobs, Frankfurter Allgemeine Buch Verlag, Frankfurt, ISBN 978-3899812718.
- 2013: Amazon kennt Dich schon: Vom Einkaufsparadies zum Datenverwerter, Frankfurter Allgemeine Buch Verlag, ISBN 978-3899813012
- 2015: Gescheiterte Titanen: Welche neuen Manager unsere Welt braucht, Frankfurter Allgemeine Buch Verlag, ISBN 978-3956010842
- 2015: Carsten Knop (Hrsg.) und Thomas Becker (Hrsg.): Digitales Neuland: Warum Deutschlands Manager jetzt Revolutionäre werden, Springer Gabler Verlag, ISBN 978-3658096915
- 2017: Zurück in die Zukunft: Warum wir für die Digitalisierung von Morgen den Mut von Gestern brauchen. Eine Zeitreise, Frankfurter Allgemeine Buch Verlag, ISBN 978-3956012228
- 2024: Freudenberg: Ein Start-up der Revolution, Campus Verlag, ISBN 978-3593518619